# Gradiško
Gradiško este o localitate din comuna Bloke, Slovenia.